# قائمة قلاع اليابان

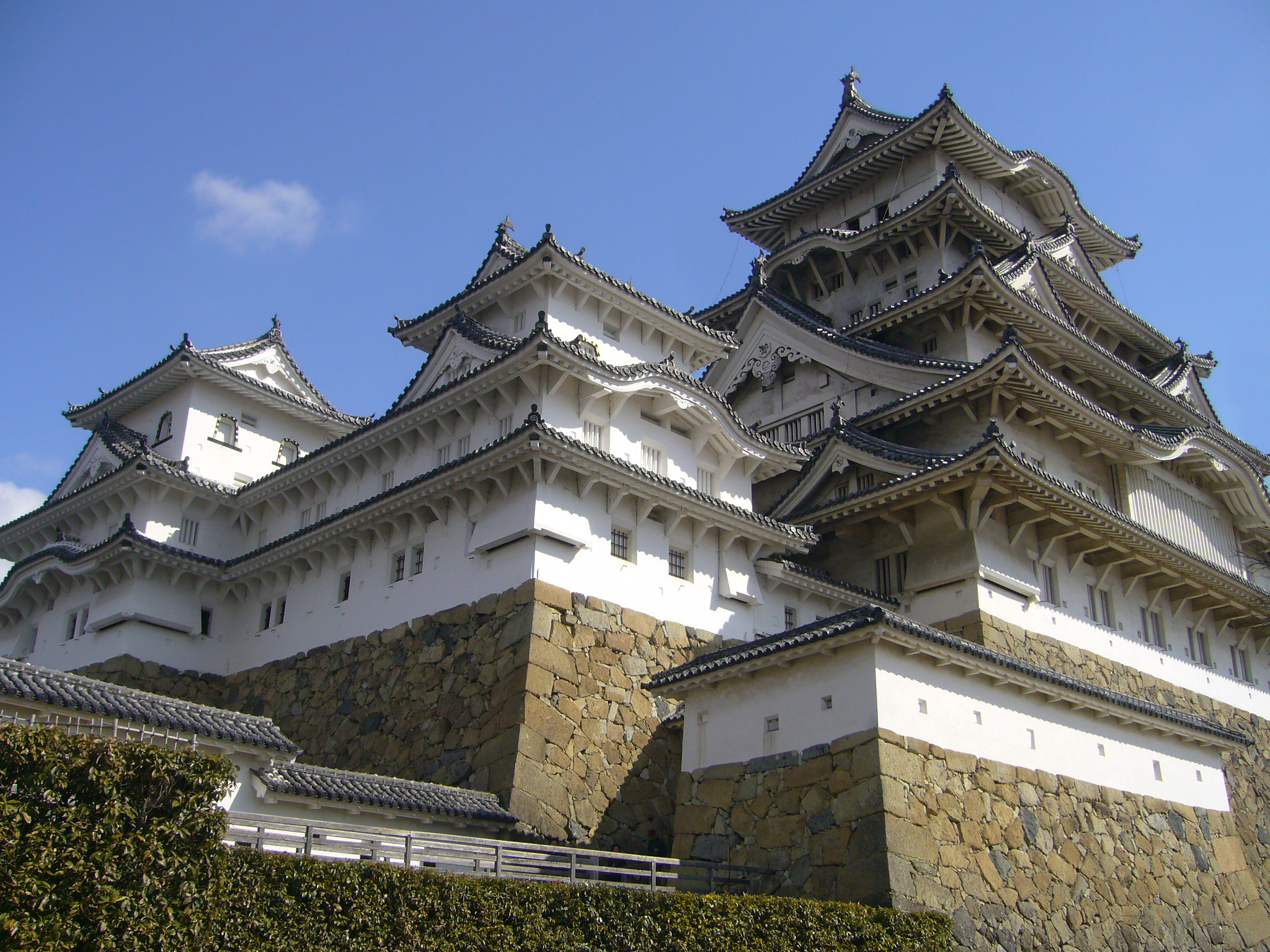
قلعة يابانية

القَلْعَة هو حصن منيع يشيَّد في موقع يصعب الوصول إليه، وغالبًا ما يكون على قمة جبل أو مشرفًا على بحر، وقد وجد بعضها مشيداً على أرض منبسطة.

## قائمة قلاع اليابان
تحتوي هذه القائمة على أسماء القلاع في اليابان.
- غوسوكو

- قلعة أزوتشي
- قلعة أوساكا
- قلعة إيدو
- قلعة أكاشي
- قلعة أكو
- قلعة شوري
- قلعة كانازاوا
- قلعة كيوسو
- قلعة ماتسوموتو
- قلعة ماتسويه
- قلعة ناغويا
- قلعة يابانية
- قلعة هيروشيما
- حصار أوساكا
- هيميجي-جو